# Protocitta
Protocitta — викопний рід горобцеподібних птахів родини воронових (Corvidae), що існував у пліоцені та плейстоцені в Північній Америці. Скам'янілі рештки птаха знайдені у пліоценових відкладеннях Техасу та плейстоценових відкладеннях Флориди.